# Col du Las
Le col du Las est un col routier des Vosges situé à 702 m d'altitude entre les communes de La Grande-Fosse et Ban-de-Sapt.

## Histoire
Il constitue le point culminant du parcours de l'antique Via salinatorum ou voie des Saulniers.
Il fut un théâtre d'opérations militaires au cours des deux guerres mondiales.

## Activités
Le col est doté d'un arboretum et d'un sentier botanique.